# David Čerňanský
David „frozen“ Čerňanský (* 18. Juli 2002) ist ein slowakischer E-Sportler in der Disziplin Counter-Strike: Global Offensive. Er spielt derzeit für das Team FaZe Clan.

## Karriere
Čerňanský spielte zu Beginn seiner Karriere zunächst bei kleineren Clans. Er begann seine Karriere im November 2015 beim Team nEophyste. Vom März 2016 bis Juni 2018 spielte er bei Team eXtatus. Ab Oktober spielte er für das Team GUNRUNNERS. Im Januar 2019 wechselte er zum Team NoChance, welches er zwei Monate später in Richtung Mousesports verließ. Bis zum Wechsel zu Mousesports spielte er vor allem in Qualifikations- und lokalen Turnieren.
Mit Mousesports konnte er 2019 die DreamHack Open Tours 2019, die CS:GO Asia Championships 2019, die ESL Pro League Season 10 und die cs_summit 5 gewinnen. Zudem erzielte er das Finale beim EPICENTER 2019 und das Halbfinale bei der ESL Pro League Season 9 und dem V4 Future Sports Festival – Budapest 2019. Er nahm außerdem erstmals an einem Major, dem StarLadder Berlin Major 2019, teil. Nach einer Niederlage gegen Team Liquid beendete er das Turnier auf den 9.–11. Platz.
2020 gewann er die ICE Challenge 2020. Darüber hinaus erzielte er zweite Plätze bei der ESL Pro League Season 11: Europe, der  DreamHack Masters Winter 2020: Europe und einen vierten Platz bei der ESL Pro League Season 12: Europe. 2021 erzielte er einen 3.–4. Platz bei der cs_summit 7 und einen Sieg bei der Flashpoint Season 3. Das PGL Major Stockholm 2021 beendete er nach einer Niederlage gegen Virtus.Pro auf dem 12.–14. Platz. Für seine guten Einzelleistungen bei der Flashpoint 3 erhielt er von HLTV seine erste MVP-Auszeichnung.
Im folgenden Jahr erreichte er das Finale in der Global Esports Tour Dubai 2022. Überdies erreichte er das Halbfinale bei der ESL Challenger at DreamHack Rotterdam 2022 und im IEM Major: Rio 2022. Überdies wurde er von HLTV erstmals als 17. in die Liste der zwanzig besten Spieler des Jahres gewählt.
2023 siegte Čerňanský mit Mousesports in der ESL Pro League Season 18. Überdies erreichte er das Finale in der IEM Dallas 2023, der CS Asia Championships 2023 sowie das Halbfinale im BetBoom Playlist. Urbanistic und der IEM Sydney 2023. Das BLAST.tv Major: Paris 2023 beendete er nach mit seinem Team nach drei aufeinanderfolgenden Niederlagen auf dem 23.–24. Platz. Im Dezember wechselte er zur US-amerikanischen E-Sport-Organisation FaZe Clan. Im finalen Turnier des Jahres, dem Blast Premier: World Final 2023, sowie dem ersten Turnier mit seinem neuen Team erreichte er den zweiten Platz. Von HLTV wurde er als 12. erneut in die Liste der besten Spieler gewählt.
2024 erzielte er zunächst den zweiten Rang in der IEM Katowice 2024. Im PGL Major: Kopenhagen 2024 belegte er nach einer Niederlage gegen Natus Vincere den zweiten Rang. Im weiteren Verlauf des Jahres siegte Čerňanský mit FaZe bei der Intel Extreme Masters Chengdu 2024. Weiterhin erreichte er das Halbfinale im BLAST Premier: Fall Final 2024. Im Perfect World Major: Shanghai 2024, den zweiten Major des Jahres, erzielte er nach einer Niederlage gegen Team Spirit erneut den zweiten Platz. Für seine Einzelleistungen wurde er als 10. erneut in die Liste der besten Spieler von Hltv gewählt.

## Erfolge
| Jahr                             | Platz                            | Turnier                                    | Team                             | Persönliches Preisgeld           |
| Counter Strike: Global Offensive | Counter Strike: Global Offensive | Counter Strike: Global Offensive           | Counter Strike: Global Offensive | Counter Strike: Global Offensive |
| -------------------------------- | -------------------------------- | ------------------------------------------ | -------------------------------- | -------------------------------- |
| 2019                             | 1.                               | DreamHack Open Tours 2019                  | Mousesports                      | 010.000 $                        |
| 2019                             | 3. – 4.                          | V4 Future Sports Festival – Budapest 2019  | Mousesports                      | 020.000 €                        |
| 2019                             | 1.                               | CS:GO Asia Championships 2019              | Mousesports                      | 025.000 $                        |
| 2019                             | 1.                               | ESL Pro League Season 10 – Finals          | Mousesports                      | 050.000 $                        |
| 2019                             | 1.                               | cs_summit 5                                | Mousesports                      | 012.300 $                        |
| 2019                             | 2.                               | Epicenter 2019                             | Mousesports                      | 024.000 $                        |
| 2020                             | 1.                               | ICE Challenge 2020                         | Mousesports                      | 025.000 $                        |
| 2020                             | 2.                               | ESL Pro League Season 11: Europe           | Mousesports                      | 013.000 $                        |
| 2020                             | 2.                               | DreamHack Masters Winter 2020: Europe      | Mousesports                      | 06.000 $                         |
| 2021                             | 3. – 4.                          | cs_summit 7                                | Mousesports                      | 04.500 $                         |
| 2021                             | 1.                               | Snow Sweet Snow #3                         | Mousesports                      | 08.000 $                         |
| 2021                             | 1.                               | Flashpoint Season 3                        | Mousesports                      | 03.400 $                         |
| 2022                             | 2.                               | Global Esports Tour Dubai 2022             | Mousesports                      | 010.000 $                        |
| 2022                             | 3. – 4.                          | ESL Challenger at DreamHack Rotterdam 2022 | Mousesports                      | 02.000 $                         |
| 2022                             | 3. – 4.                          | IEM Major: Rio 2022                        | Mousesports                      | 016.000 $                        |
| 2023                             | 3. – 4.                          | BetBoom Playlist. Urbanistic               | Mousesports                      | 04.000 $                         |
| 2023                             | 2.                               | Intel Extreme Masters Dallas 2023          | Mousesports                      | 08.400 $                         |
| 2023                             | 1.                               | ESL Pro League Season 18                   | Mousesports                      | 040.000 $                        |
| Counter-Strike 2                 |                                  |                                            |                                  |                                  |
| 2023                             | 3. – 4.                          | Intel Extreme Masters Sydney 2023          | Mousesports                      | 04.000 $                         |
| 2023                             | 2.                               | CS Asia Championships 2023                 | Mousesports                      | 020.000 $                        |
| 2023                             | 2.                               | Blast Premier: World Final 2023            | FaZe Clan                        | 050.000 $                        |
| 2024                             | 2.                               | Intel Extreme Masters Katowice 2024        | FaZe Clan                        | 036.000 $                        |
| 2024                             | 2.                               | PGL Major: Kopenhagen 2024                 | FaZe Clan                        | 034.000 $                        |
| 2024                             | 1.                               | Intel Extreme Masters Chengdu 2024         | FaZe Clan                        | 020.000 $                        |
| 2024                             | 3. – 4.                          | Blast Premier: Fall Final 2024             | FaZe Clan                        | 08.000 $                         |
| 2024                             | 2.                               | Perfect World Major: Shanghai 2024         | FaZe Clan                        | 034.000 $                        |

## Auszeichnungen
- 2022: Platz 17 der HLTV.org Bestenliste[4]
- 2023: Platz 12 der HLTV.org Bestenliste[6]
- 2024: Platz 10 der HLTV.org Bestenliste[7]